# Бодене (Абайская область)
Бодене (каз. Бөдене) — село в Бескарагайском районе Абайской области Казахстана. Входит в состав Долонского сельского округа. Находится примерно в 40 км к юго-западу от районного центра, села Бескарагай. Код КАТО — 633641200.

## Население
В 1999 году население села составляло 831 человек (402 мужчины и 429 женщин). По данным переписи 2009 года, в селе проживало 578 человек (284 мужчины и 294 женщины).